# 趙廷来
趙 廷来（チョ・ジョンネ、1943年8月17日 - ）は、韓国の小説家。
朝鮮人パルチザンを肯定的に描いた長篇小説『太白山脈』は、反米・親北朝鮮が流行していた当時の韓国で「必読書」としてベストセラーになったことで知られるが、当時を知る人からは事実と異なる点が指摘されている。日本統治時代の朝鮮で推奨された世俗的な仏教僧の息子である。

## 略歴
1943年8月17日、全羅南道昇州郡（現在の順天市）双岩面仙巌寺に生まれる。父は日本統治時代に推奨された世俗的な仏教の僧である趙宗玄、母は朴聖純。4男4女の次男である。父は僧侶であり、仙巌寺の副住職を務めていた。趙もまた、幼年期を仙巌寺で暮らした。
1947年、妻帯や肉食禁止といった保守的な仏教を信じる住職と、妻帯で肉食をする世俗的な父との間で悶着があり、趙一家は仙巌寺を離れ、順天邑幸洞に引っ越した。
1949年、順天南国民学校に入学するも1950年に朝鮮戦争が勃発し、田舎に疎開する。1951年に家に戻るも1・4後退で再び避難する。通学を再開できたのは1952年からであった。1956年、光州西公立中学校（現：光州第一高等学校）に入学、1959年にはソウルの普成高等学校に進学する。1960年4月19日、四月革命が起こり、授業は中断。この間、アーネスト・ヘミングウェイや、アルベール・カミュ、ギ・ド・モーパッサンなど文学作品に耽溺した。他校生との農村活動を兼ねた文芸活動も行い、詩、小説、童話などを習作し始める。1962年、東国大学校国文科に入学。大学で洪申善、姜熙根らと会う。初めは詩を習作するも小説家になることを志し、1963年に「創作文学会」を結成した。呉永寿を招聘して講義をしてもらったり、また「小説家を大学講師に呼ぶ」ことを要求するデモを起こした。呉永寿とは師弟の関係になる。また、この頃、金初蕙と出会い、恋愛をする。1966年、陸軍に入隊、KATUSA（米国軍に配属された韓国軍）に配属される。入隊中、1967年1月29日、金初蕙と結婚する。1969年3月に除隊すると、教師職を求めるが就職できず、仕事のないまま習作を続ける。
1970年に、『現代文学』に呉永寿の推薦で短篇「陋名」「先生님 紀行」が掲載されることになり、文壇にデビューする。創作活動に没頭する一方、1972年、中京高等学校の教師の職を得る。中京高校は1973年の10月維新の余波で辞めることになったが、韓国文人協会の発行する『月刊文学』の編集の仕事を貰い、執筆活内動と平行して仕事をこなす。1976年1月、文人協会を離れた後、『小説文芸』の運営を引き受け、8号と9号の発行に携わった。1978年、「民芸社」を設立し、本格的に出版業を始める。しばらく、出版業の仕事のため、創作活動から遠ざかるが、自らの本業は作家であることを見つめなおし、1981年から、創作活動に時間を割くことにする。この年、「유형의 땅(流刑の地)」で現代文学賞を受賞、翌1982年、「인간의 문 (人間の門)」で大韓民国文学賞を受賞する。1983年から1989年まで、1万6千5百ページに及ぶ長篇『太白山脈』を書き、当時反米親北朝鮮が流行していた韓国内で、絶賛された。
2017年の韓国大統領選挙では共に民主党候補の文在寅を支持した。

### 作品の影響
親北だけでなく、反日でもあり、韓国左派である。現代韓国史を描いたと主張された『太白山脈』は反米・親北朝鮮が流行していた当時の「必読書」とされて700万部のベストセラーとなった。韓国人の現代史観に与えた影響は、日本の司馬遼太郎が日本人が日本近代史観に与えた影響に匹敵するものであり、韓国人へ親北的な対北朝鮮観に影響を与えた。『アリラン』も350万部を売り上げ、韓国人の対日観に否定的な影響を与えた。李栄薫は著書『反日種族主義』で、『アリラン』を「狂気に満ちている増悪の歴史小説」と批判しているが、多くの韓国人が『アリラン』を「歴史」として認識し、「民族の受難」を思いながら読んでいた。青年だった読者たちは中年に至って文在寅政権を支持し、趙廷来の影響力は更に大きくなりつつある。

### 主張
2020年、『太白山脈』をめぐる内容が虚偽だという議論の中で、「私が書いた歴史的資料は客観的だ。国史編纂委員会で発行した本と進歩的意識を持つ史学者が書いた本を中心にした明確な資料」と主張したが、自らの小説を歴史的資料と主張したことは批判されている。また、「日本留学に行ってくれば無条件で親日派になる。民族反逆者になる。（彼らが）日本の罪悪に対して肩入れし歴史を歪曲する者を懲罰する新しい法律を作っている。私がここで積極的に出ようと思う。社会的責務だと考える。法で治めなければならない」との姿勢を明らかにした。これに対して陳重権は、「ここまでくれば狂気。時代錯誤的民族主義の中に潜在された極右的傾向が無定見に発現した」「(趙が支持している韓国左派の)文在寅大統領の娘も日本の国士舘大学で留学したと承知しているが、『日本留学すれば親日派』だとは趙廷来先生が設置しろという反民族行為特別調査委員会に回付され民族反逆者として処断されるだろう」と批判した。趙は「登壇50周年記念記者懇談会」で「日本に留学したら無条件で親日派になる」「民族の精気のために歪曲された歴史を正すために、反民特委を復活させなければならない。(韓国内の)約150万人に上る親日派を断罪すべきだ」と述べた。朝鮮日報は、大日本帝国が無いのだから21世紀の大韓民国民に親日派はいないとし、「150万人という数字も荒唐無稽だが、この思考方式には狂気すら感じられる。」と批判し、趙の父親が日本の仏教世俗化政策により流入した考えを信じている僧侶だったことを挙げ、日本留学者を親日派と認定するならば。日本の朝鮮統治のおかげで生まれた貴方は何者なのかと批判している。

## 年譜
- 1943年8月17日、全羅南道昇州郡双岩面仙巌寺(現･全羅南道順天市昇州邑仙巌寺)に生まれる。
- 1947年、順天邑幸洞に転居。
- 1948年、麗水・順天事件に巻き込まれ、父が逮捕される。
- 1949年、順天南国民学校に入学。
- 1950年、忠清南道論山郡(現･論山市)に引っ越す。
- 1953年、全羅南道宝城郡筏橋邑に引っ越す。
- 1956年、光州西公立中学校に入学。
- 1959年、ソウル市に引っ越し、普成高等学校に入学。
- 1962年、東国大学校国文科に入学。
- 1966年、軍隊に入隊。
- 1967年1月29日、金初蕙と結婚する。
- 1970年、「陋名」「先生님 紀行」で文壇にデビュー。
- 1971年、長男、トヒョン（도현）が生まれる。
- 1972年、中京高等学校 (ソウル特別市)（朝鮮語版）の教師を務める。
- 1973年、『月刊文学』の編集を務める。
- 1978年、「民芸社」を設立する。
- 1981年、現代文学賞を受賞。
- 1982年、大韓民国文学賞を受賞。
- 1984年、小説文学作品賞を受賞。
- 1991年、丹斉文学賞を受賞。
- 1998年、魯迅文学賞を受賞。

## 作品
短篇
- 1970年、누명
- 1972年、이런 식이더이다
- 1973年、거부반응
- 1973年、타이거 메이저
- 1974年、빙하기
- 1974年、동맥
- 1978年、마술의 손

中篇
- 1972年、청산댁
- 1973年、비탈진 음지
- 1974年、황토
- 1981年、유형의 땅
- 1983年、박토의 혼

長篇
- 1981年刊行、대장경
- 1983年刊行、불놀이
- 1988年刊行、어머니의 넋
- 1989年刊行、태백산맥（太白山脈）[4]
- 1994年刊行、아리랑（アリラン）
- 2002年刊行、한강

### 日本語訳
- 梶井陟訳 「青山宅」 『現代朝鮮文学選 1』 創土社、1973年
- 筒井真樹子 他 訳 『太白山脈』 ホーム社、集英社、1999年 - 2000年（全10巻） 第1巻 ISBN 4834250210 / ISBN 978-4834250213